# Saulcy-sur-Meurthe
Saulcy-sur-Meurthe és un municipi francès, situat al departament dels Vosges i a la regió del Gran Est. L'any 2007 tenia 2.332 habitants.

## Demografia

### Població
El 2007 la població de fet de Saulcy-sur-Meurthe era de 2.332 persones. Hi havia 964 famílies, de les quals 261 eren unipersonals (83 homes vivint sols i 178 dones vivint soles), 312 parelles sense fills, 308 parelles amb fills i 83 famílies monoparentals amb fills.
La població ha evolucionat segons el següent gràfic:
Habitants censats

### Habitatges
El 2007 hi havia 1.053 habitatges, 980 eren l'habitatge principal de la família, 16 eren segones residències i 57 estaven desocupats. 729 eren cases i 321 eren apartaments. Dels 980 habitatges principals, 611 estaven ocupats pels seus propietaris, 347 estaven llogats i ocupats pels llogaters i 23 estaven cedits a títol gratuït; 7 tenien una cambra, 74 en tenien dues, 148 en tenien tres, 242 en tenien quatre i 509 en tenien cinc o més. 768 habitatges disposaven pel capbaix d'una plaça de pàrquing. A 437 habitatges hi havia un automòbil i a 448 n'hi havia dos o més.

### Piràmide de població
La piràmide de població per edats i sexe el 2009 era:
| Homes | Edats   | Dones |
| ----- | ------- | ----- |
| 0     | 95 o +  | 8     |
| 4     | 90 a 94 | 12    |
| 8     | 85 a 89 | 12    |
| 8     | 80 a 84 | 12    |
| 36    | 75 a 79 | 52    |
| 16    | 70 a 74 | 44    |
| 36    | 65 a 69 | 40    |
| 56    | 60 a 64 | 52    |
| 64    | 55 a 59 | 40    |
| 48    | 50 a 54 | 80    |
| 80    | 45 a 49 | 76    |
| 100   | 40 a 44 | 56    |
| 76    | 35 a 39 | 68    |
| 84    | 30 a 34 | 108   |
| 60    | 25 a 29 | 76    |
| 60    | 20 a 24 | 72    |
| 68    | 15 a 19 | 64    |
| 72    | 10 a 14 | 92    |
| 76    | 5 a 9   | 88    |
| 48    | 0 a 4   | 64    |

## Economia
El 2007 la població en edat de treballar era de 1.577 persones, 1.168 eren actives i 409 eren inactives. De les 1.168 persones actives 1.028 estaven ocupades (541 homes i 487 dones) i 139 estaven aturades (62 homes i 77 dones). De les 409 persones inactives 163 estaven jubilades, 124 estaven estudiant i 122 estaven classificades com a «altres inactius».

### Ingressos
El 2009 a Saulcy-sur-Meurthe hi havia 990 unitats fiscals que integraven 2.396,5 persones, la mediana anual d'ingressos fiscals per persona era de 16.981 €.

### Activitats econòmiques
Dels 117 establiments que hi havia el 2007, 1 era d'una empresa extractiva, 3 d'empreses alimentàries, 1 d'una empresa de fabricació de material elèctric, 13 d'empreses de fabricació d'altres productes industrials, 32 d'empreses de construcció, 19 d'empreses de comerç i reparació d'automòbils, 3 d'empreses de transport, 5 d'empreses d'hostatgeria i restauració, 2 d'empreses d'informació i comunicació, 4 d'empreses financeres, 4 d'empreses immobiliàries, 13 d'empreses de serveis, 9 d'entitats de l'administració pública i 8 d'empreses classificades com a «altres activitats de serveis».
Dels 40 establiments de servei als particulars que hi havia el 2009, 1 era una oficina de correu, 2 tallers de reparació d'automòbils i de material agrícola, 6 paletes, 5 guixaires pintors, 6 fusteries, 8 lampisteries, 3 electricistes, 2 empreses de construcció, 4 perruqueries i 3 restaurants.
Dels 4 establiments comercials que hi havia el 2009, 1 era una botiga de més de 120 m², 1 una botiga de menys de 120 m², 1 una fleca i 1 una joieria.
L'any 2000 a Saulcy-sur-Meurthe hi havia 12 explotacions agrícoles que ocupaven un total de 66 hectàrees.

## Equipaments sanitaris i escolars
L'únic equipament sanitari que hi havia el 2009 era una farmàcia.
El 2009 hi havia 1 escola maternal i 1 escola elemental.

## Poblacions més properes
El següent diagrama mostra les poblacions més properes.